# European Council of Skeptical Organisations
Der European Council of Skeptical Organisations (ECSO) ist ein Dachverband für europäische Organisationen der Skeptikerbewegung.

## Ziele und Themen
Seit der Gründung am 25. September 1994 bemüht sich ECSO um die Koordination europäischer Organisationen und Personen, die pseudowissenschaftliche Aussagen und Behauptungen hinsichtlich der Beobachtung paranormaler Phänomene kritisch untersucht, um die Ergebnisse der Öffentlichkeit bereitzustellen. Der Verband beabsichtigt, die seiner Gründung vorausgehenden Skeptiker-Tagungen in Europa fortzuführen. Er unterstützt außerdem alle zwei Jahre Fachtagungen und zweijährlich stattfindende Kongresse.

## Struktur

### Vorstand

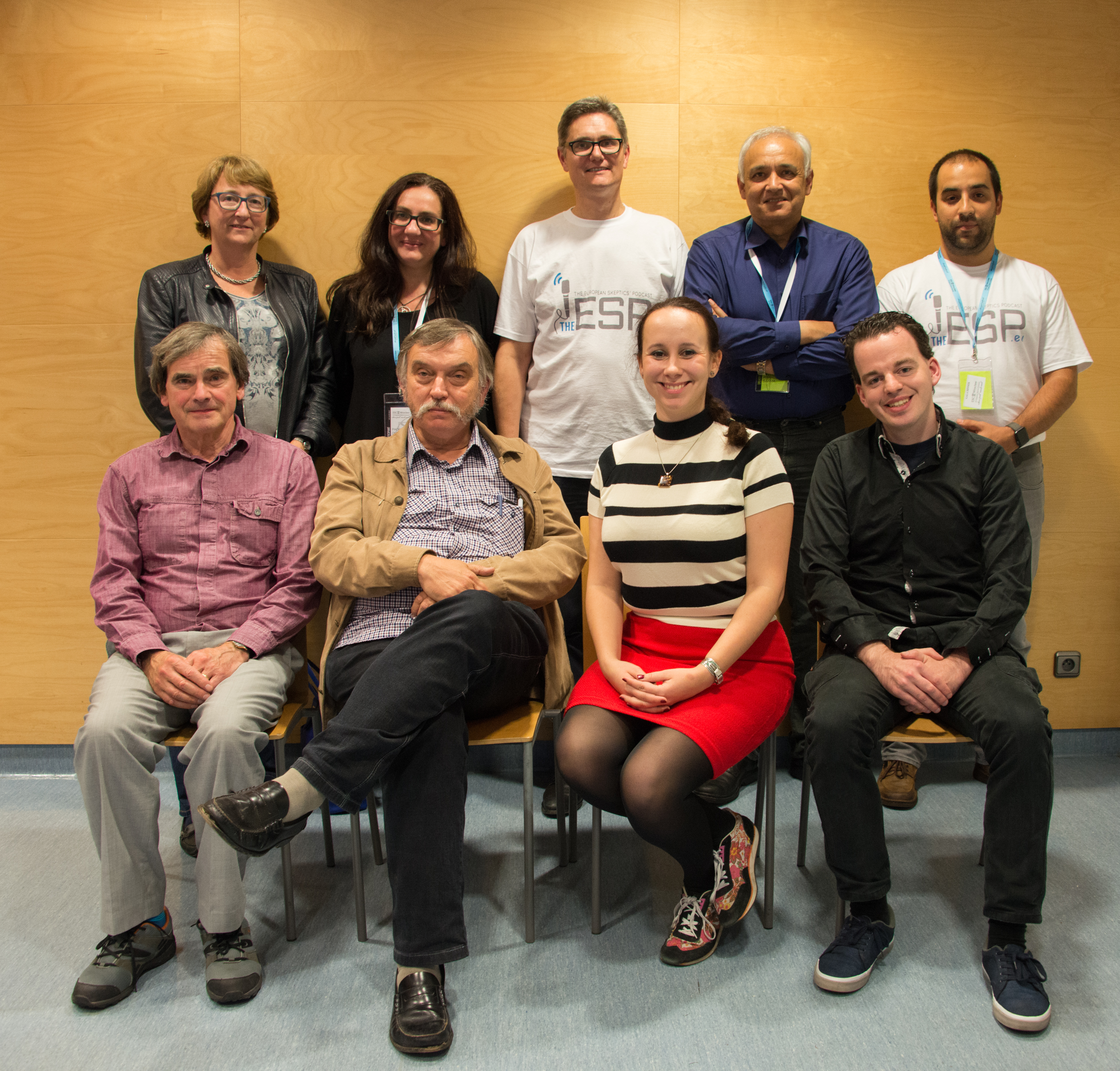
Der Vorstand in Breslau während des European Skeptics Congress (ESC) im September 2017.
Hinten: de Jong, De Gobbi, Böckman, Sarma, Pintér.
Vorne: Heap, Trachet, Klingenberg, Korteweg (v. l. n. r.).

Cornelis de Jager war der erste Vorsitzende bis 2001. Amardeo Sarma war von 2001 bis 2013 der Vorsitzende von ECSO, Gábor Hraskó leitete ECSO von 2013 bis 2017. Seit September 2017 setzt sich der ECSO-Vorstand mit Claire Klingenberg als Vorsitzende wie folgt zusammen:
- Tim Trachet (SKEPP)
- Amardeo Sarma (GWUP)
- Paola De Gobbi (CICAP)
- Pontus Böckman (VoF)
- Catherine de Jong (VtdK)
- Leon Korteweg (DVG)
- Michael Heap (ASKE)
- András Gábor Pintér (SzT)
- Claire Klingenberg (Sisyfos)

### Mitgliedsorganisationen
| Name                                                                                        | Übersetzung                                                                                           | Abkürzung   | Gründung | Regionale Zuständigkeit | Anmerkungen                                                         |
| ------------------------------------------------------------------------------------------- | --- | ----------- | -------- | ----------------------- | ------------------------------------------------------------------- |
| Alternativa Racional a las Pseudociencias – Sociedad para el Avance del Pensamiento Crítico | Rationale Alternative zu Pseudowissenschaft – Gesellschaft für den Fortschritt des kritischen Denkens | ARP-SAPC    | 1986     | Spanien                 | Gründungsmitglied                                                   |
| Association for Skeptical Enquiry                                                           | Verband für skeptische Ermittlung                                                                     | ASKE        | 1997     | Vereinigtes Königreich  |                                                                     |
| Association française pour l'information scientifique                                       | Französischer Verband für wissenschaftliche Information                                               | AFIS        | 1968     | Frankreich              | Mitglied seit 2001                                                  |
| Comitato Italiano per il Controllo delle Affermazioni sulle Pseudoscienze                   | Italienischer Ausschuss für die Untersuchung pseudowissenschaftlicher Behauptungen                    | CICAP       | 1989     | Italien                 |                                                                     |
| Comité belge pour l'Analyse Critique des parasciences                                       | Belgischer Ausschuss für die kritische Analyse von Parawissenschaften                                 | Comité Para | 1949     | Belgien                 | Zuständig für die Wallonische Region und Brüssel, Gründungsmitglied |
| Círculo Escéptico                                                                           | Skeptischer Kreis                                                                                     | CE          | 2006     | Spanien                 |                                                                     |
| Föreningen Vetenskap och Folkbildning                                                       | Wissenschaft und Volksaufklärung / Schwedischer Skeptiker-Verband                                     | VoF         | 1982     | Schweden                |                                                                     |
| Gesellschaft zur wissenschaftlichen Untersuchung von Parawissenschaften                     | | GWUP        | 1987     | D-A-CH                  | Sitz in Roßdorf (bei Darmstadt), Gründungsmitglied                  |
| Irish Skeptics Society                                                                      | Irische Skeptiker-Gesellschaft                                                                        | ISS         | 2002     | Irland                  |                                                                     |
| Observatoire Zététique                                                                      | Zetetischer Beobachter                                                                                | OZ          | 2003     | Frankreich              | [ 8 ]                                                               |
| Skepsis ry                                                                                  | Skepsis                                                                                               | Skepsis     | 1987     | Finnland                |                                                                     |
| Skeptiker Schweiz – Verein für kritisches Denken                                            | | Skeptiker   | 2012     | Schweiz                 | [ 9 ]                                                               |
| Stichting Skepsis                                                                           | | Skepsis     | 1987     | Niederlande             | Gründungsmitglied                                                   |
| Studiekring voor de Kritische Evaluatie van Pseudowetenschap en het Paranormale             | Studienkreis für die kritische Evaluation der Pseudowissenschaft und des Paranormalen                 | SKEPP       | 1990     | Belgien                 | Zuständig für Flandern und Brüssel, Gründungsmitglied               |
| Szkeptikus Társaság                                                                         | Ungarische Skeptiker-Gesellschaft                                                                     | SzT         | 2006     | Ungarn                  |                                                                     |
| Vereniging tegen de Kwakzalverij                                                            | Verband gegen Quacksalberei                                                                           | VtdK        | 1881     | Niederlande             | Noch kein formelles Mitglied                                        |
| Český klub skeptiků Sisyfos                                                                 | Tschechischer Skeptiker-Club Sisyfos                                                                  | Sisyfos     | 1995     | Tschechien              |                                                                     |

Ferner das US-amerikanische, aber international agierende Committee for Skeptical Inquiry (CSI, früher CSICOP), dessen Gründer und langjähriger Vorsitzender Paul Kurtz aktiv in der Gründung involviert war, insbesondere weil der Skeptical Inquirer viele Abonnenten in Europa hat. Auch die Israel Skeptics Society gilt als assoziiertes Mitglied des ECSO.

## European Skeptics Congress

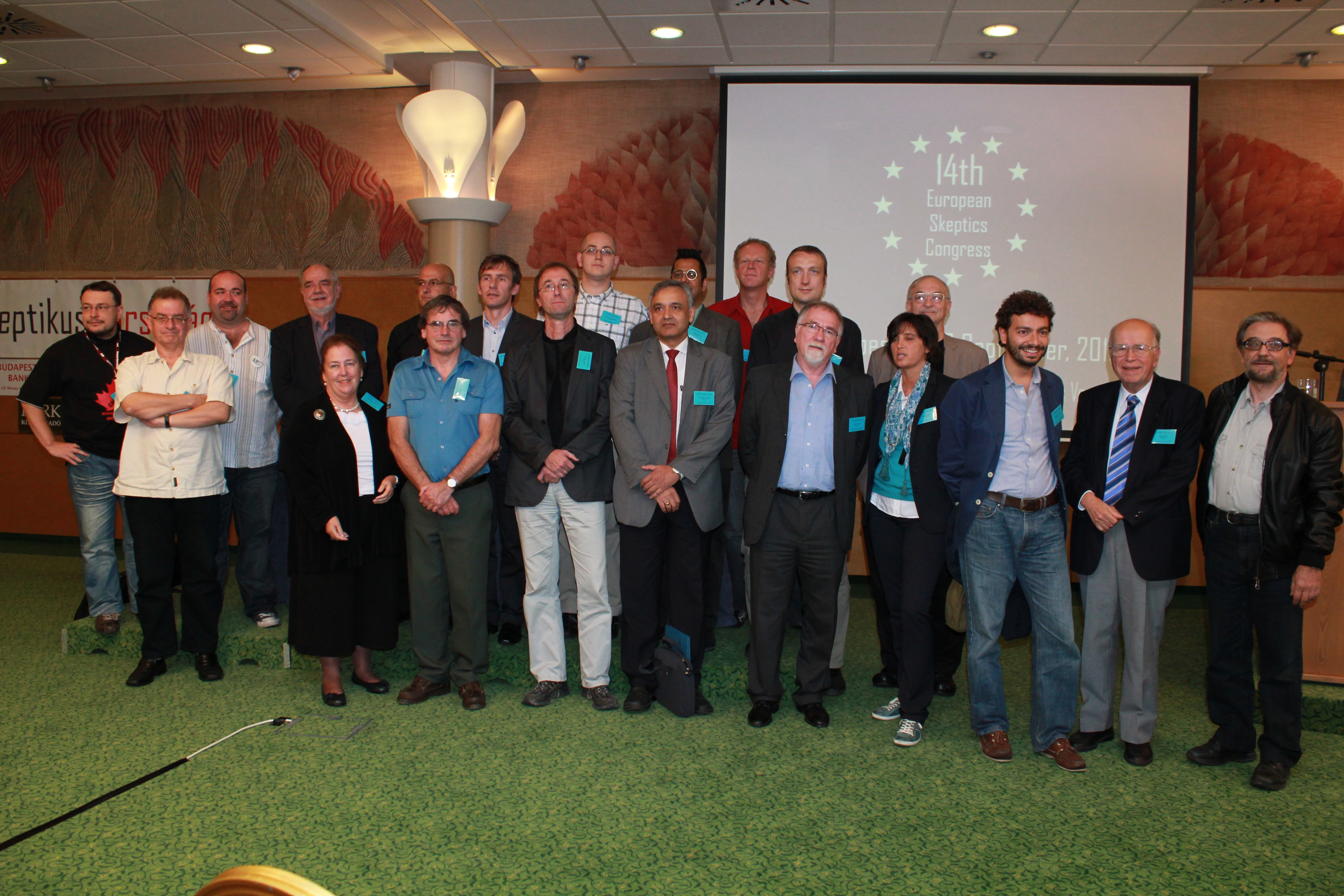
Redner auf dem 14. European Skeptics Congress in Budapest 2010

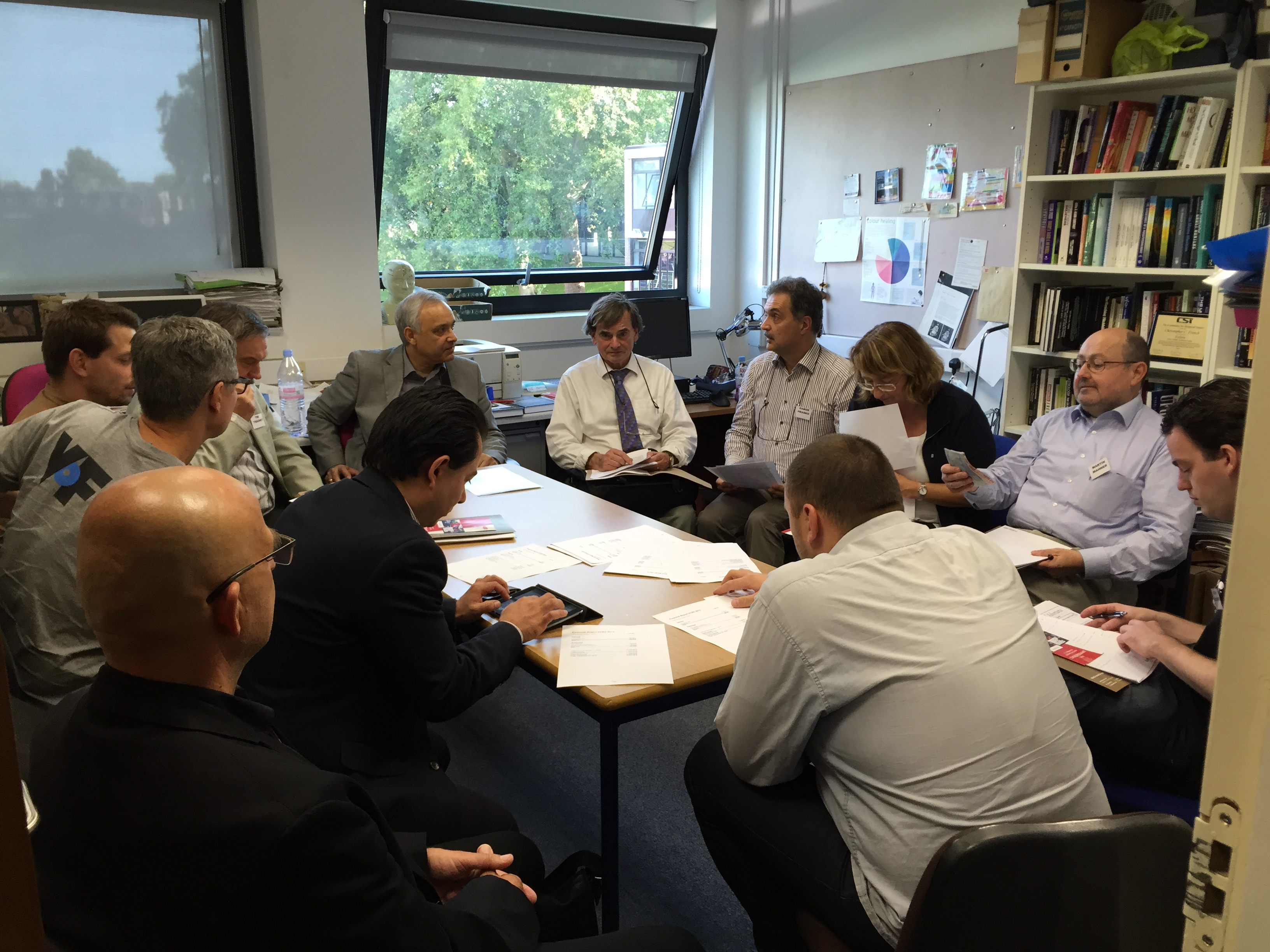
Treffen der Repräsentanten der ECSO Mitgliedsorganisationen auf dem 16. European Skeptics Congress 2015 in London

Die European Skeptics Congresses (ESCs), bei denen skeptische Organisationen aus vielen verschiedenen europäischen Ländern teilnehmen, wurden seit 1989 ausgerichtet. Die Konferenzen finden oft im September statt und dauern zwischen zwei und vier Tage. Der ECSO wurde während des sechsten ESC am 25. September 1994 in Ostende, Belgien, gebildet. Seit der Gründung koordiniert der ECSO die ESCs, welche jedes zweite Jahr stattfinden und von einer Mitgliedsorganisation ausgetragen werden. Vergangene und geplante ESCs waren:
| Veranstaltung                  | Datum                          | Stadt         | Land                   |
| ------------------------------ | ------------------------------ | ------------- | ---------------------- |
| 1. European Skeptics Congress  | 5.–7. Mai 1989                 | Bad Tölz      | Westdeutschland        |
| 2. European Skeptics Congress  | 10.–11. August 1990            | Brüssel       | Belgien                |
| 3. European Skeptics Congress  | 4.–5. Oktober 1991             | Amsterdam     | Niederlande            |
| 4. European Skeptics Congress  | 17.–19. Juli 1992              | Saint-Vincent | Italien                |
| 5. European Skeptics Congress  | 29.–31. August 1993            | Keele         | Vereinigtes Königreich |
| 6. European Skeptics Congress  | 23.–25. September 1994         | Ostende       | Belgien                |
| 7. European Skeptics Congress  | 4.–7. Mai 1995                 | Roßdorf       | Deutschland            |
| 8. European Skeptics Congress  | 4.–7. September 1997           | A Coruña      | Spanien                |
| 9. European Skeptics Congress  | 17.–19. September 1999         | Maastricht    | Niederlande            |
| 10. European Skeptics Congress | 7.–9. September 2001           | Prag          | Tschechische Republik  |
| 11. European Skeptics Congress | 5.–7. September 2003           | London        | Vereinigtes Königreich |
| 12. European Skeptics Congress | 13.–16. Oktober 2005           | Brüssel       | Belgien                |
| 13. European Skeptics Congress | 7.–9. September 2007           | Dublin        | Irland                 |
| 14. European Skeptics Congress | 17.–19. September 2010         | Budapest      | Ungarn                 |
| 15. European Skeptics Congress | 22.–25. August 2013            | Stockholm     | Schweden               |
| 16. European Skeptics Congress | 10.–13. September 2015         | London        | Vereinigtes Königreich |
| 17. European Skeptics Congress | 22.–24. September 2017         | Breslau       | Polen                  |
| 18. European Skeptics Congress | 30. August – 1. September 2019 | Gent          | Belgien                |
| 19. European Skeptics Congress | 9. – 11. September 2022        | Wien          | Österreich             |